# Danganronpa 2: Goodbye Despair
Danganronpa 2: Goodbye Despair é um jogo de aventura, visual novel desenvolvido pela Spike Chunsoft. É o segundo jogo da franquia Danganronpa após Danganronpa: Trigger Happy Havoc de 2010. Foi lançado pela primeira vez no Japão para o PlayStation Portable em julho de 2012, com uma porta lançada para o PlayStation Vita no Japão em outubro de 2013 e mundialmente pela NIS America em setembro de 2014. Uma para computador também foi lançada em abril de 2016, como bem como um pacote contendo o primeiro Danganronpa para o PlayStation 4 em março de 2017, denominado Danganronpa 1-2 Reload.

## História
A história segue um grupo de estudantes do ensino médio que estão presos em uma ilha tropical pelo diretor de sua escola, Monokuma, um urso de pelúcia senciente, junto com Monomi, um coelho de pelúcia senciente. Semelhante ao primeiro jogo, os alunos são instruídos a matar um de seus colegas e não serem pegos na investigação e julgamento subsequentes para deixar a ilha.
Danganronpa 2: Goodbye Despair é seguido pelo spin-off do cânone Danganronpa Another Episode: Ultra Despair Girls lançado em 25 de setembro de 2014, e o anime Danganronpa 3: The End of Hope's Peak High School, que funcionou de 11 de julho de 2016 a 29 de setembro de 2016; e consistiu em três partes que encerraram o enredo. Uma sequência solta da série chamada Danganronpa V3: Killing Harmony foi lançada em 12 de janeiro de 2017 com jogabilidade semelhante, mas um enredo diferente.

## Jogabilidade
Semelhante ao jogo anterior, Danganronpa 2 apresenta dois estilos principais de jogabilidade; School Life, que é dividida nas seções Daily Life e Deadly Life, e o Class Trial. Na seção Vida Diária, os jogadores interagem com outros personagens e progridem no enredo. Conversar com personagens durante as seções de 'Tempo Livre' ganha Fragmentos de Esperança, que podem ser trocados por habilidades que podem ser usadas na Class Trial. A realização de várias interações aumenta o nível do jogador, permitindo-lhe equipar mais habilidades durante as tentativas. Monocoins, obtidos por encontrar Figuras Monokuma escondidas ou bom desempenho em testes, podem ser trocados por presentes que podem ser dados a outros personagens durante os segmentos de Tempo Livre, com certos itens capazes de acionar eventos especiais. A seção Deadly Life, que ocorre quando uma cena de crime é descoberta. O Class Trial, no qual os jogadores devem determinar a identidade de um culpado, apresenta os mesmos aspectos do jogo anterior, mas com novos elementos de jogabilidade. Como antes, as Provas de Classe são em grande parte formadas por Debates Ininterruptos, nos quais os jogadores devem procurar pontos fracos na discussão dos alunos e atirar neles com "Balas da Verdade" que os contradigam. Desta vez, os 'Pontos de discussão' de cor amarela são unidos por 'Pontos de acordo' de cor azul, que devem ser disparados com um marcador de verdade indicando que alguém está falando a verdade. O Jogo do Carrasco agora requer que os jogadores combinem as letras que vêm de ambos os lados da tela antes que colidam em correspondências incorretas. As letras combinadas podem então ser destruídas ou usadas para soletrar a pista. O Bullet Time Battle do jogo anterior agora é conhecido como Panic Talk Action, apresentando em grande parte a mesma mecânica de usar o tempo rítmico para romper as defesas mentais de um aluno. Os controles são ligeiramente revisados desde o último jogo, e os jogadores devem agora soletrar uma frase na ordem correta no final da seção, em vez de disparar um marcador da verdade específico. Finalmente, o Argumento de Encerramento, no qual os jogadores preenchem uma história em quadrinhos descrevendo os eventos de um crime, é ajustado para que os jogadores selecionem painéis de estoques de painéis, em vez de terem acesso a todas as peças de uma vez, em vez de disparar uma bala da verdade específica.  Vários novos elementos de jogabilidade foram adicionados ao Class Trial. Os confrontos de refutação acontecem quando um aluno tenta refutar a lógica do jogador. Nessas seções, os jogadores devem cortar o argumento de seu oponente para ganhar domínio na conversa e revelar novas informações, antes de usar uma "Lâmina da Verdade" para atingir o ponto fraco correto quando ele aparecer. Logic Dive é um minijogo de snowboard, no qual os jogadores conduzem por um tubo lógico evitando obstáculos e armadilhas, ocasionalmente escolhendo entre múltiplas rotas com base em uma pergunta dada, a fim de chegar a uma conclusão lógica. Finalmente, Spot Select exige que os jogadores examinem uma imagem e indiquem um ponto importante.
Existem também vários modos fora do jogo principal. Os jogadores têm um animal de estimação virtual que pode ser acessado no menu de pausa, que aumenta conforme os jogadores dão passos no jogo e ganha recompensas com base em suas estatísticas de Esperança e Desespero. Magical Girl Miracle ☆ Monomi é um minijogo no qual os jogadores controlam Monomi lutando contra ondas de monstros. O Modo Ilha, que está disponível após terminar o jogo uma vez, é um modo alternativo em que os alunos não são submetidos ao jogo de matar Monokuma e, em vez disso, têm como objetivo fazer amigos e ganhar Fragmentos de Esperança. Isso permite que os jogadores se relacionem com os personagens mais facilmente do que no modo de história principal. Danganronpa IF , um conto que descreve um enredo alternativo para Danganronpa: Trigger Happy Havoc, também é desbloqueado após terminar o jogo uma vez.

## Enredo
Seguindo uma premissa semelhante ao jogo anterior, Goodbye Despair coloca os jogadores no controle de Hajime Hinata, um garoto sem lembranças de seu passado que acaba de se tornar um dos alunos 'Ultimate' da Hope's Peak Academy, ao lado de outros quinze. Os alunos são levados para a remota ilha tropical de Jabberwock por sua suposta professor, um pequeno mascote parecido com um coelho chamado Usami, que afirma ser uma simples viagem de campo. No entanto, as coisas acabaram sendo boas demais para ser verdade, pois o notório diretor da Hope's Peak Academy, Monokuma, anuncia que eles ficarão presos na ilha pelo resto da vida, a menos que possam matar outro aluno e escapar impunes. Se os alunos puderem determinar um assassino em um julgamento em classe, o culpado será executado, mas se eles fizerem a suposição errada, o assassino voltará para casa livre enquanto todos os outros são condenados à morte. 
No decorrer do jogo, vários alunos são assassinados e, graças às habilidades investigativas de Hajime, seus assassinos são descobertos e executados. No entanto, Hajime começa a perceber que algo não está certo com o mundo e descobre uma terrível verdade. Ele e seus colegas estudantes são na verdade os membros sobreviventes do Ultimate Despair, um grupo liderado pelo antagonista do primeiro jogo, Junko Enoshima, cujo único objetivo era espalhar o desespero pelo mundo. Eles conseguiram instigar uma rebelião mundial que causou o colapso da sociedade. No entanto, um grupo, chamado Fundação do Futuro, tem tentado desfazer o dano causado pelo Ultimate Despair. Eles capturaram os membros sobreviventes, mas ao invés de executá-los, decidiram tentar reabilitá-los apagando suas memórias e colocando-os em um programa de realidade virtual.
Ao descobrir que eles estão em um programa e que todos os alunos são apenas avatares construídos artificialmente, Hajime é contatado por Makoto Naegi, o protagonista do primeiro jogo e agora membro da Fundação do Futuro. Ele avisa Hajime que uma cópia da inteligência artificial de Junko Enoshima, baseada no "Alter Ego" AI de Trigger Happy Havoc, sequestrou seu programa e está tentando manipular os eventos para que, assim que os alunos sobreviventes "se formarem", ela possa possuir os corpos dos alunos falecidos, que ainda estão intactos no mundo real. O plano final de Alter Ego Junko é fazer o download de si mesma em cada pessoa do planeta. Makoto diz a Hajime que se a turma votar pela não graduação, isso permitirá que ele reinicie o sistema e purgue Alter Ego Junko. No entanto, isso também significa que os avatares dos alunos serão excluídos, junto com todas as memórias que eles ganharam durante a simulação.
Junko tenta convencer Hajime revelando que ele era anteriormente o líder gênio do Desespero Supremo, Izuru Kamukura . Ele e os outros alunos hesitam, com medo de voltar às suas personalidades originais. No entanto, Hajime eventualmente encontra a coragem interior para frustrar o plano de Alter Ego Junko e convence os outros alunos a recusarem a formatura, dizendo que eles criarão um futuro onde não terão que esquecer. Finalmente, Hajime, Makoto e os outros reinicializaram o sistema e deletaram Alter Ego Junko, retendo suas memórias clicando em ambos os botões.
No epílogo, Makoto e outros sobreviventes e membros da Fundação do Futuro Kyoko Kirigiri e Byakuya Togami observam enquanto os alunos decidem retornar à ilha. Eles refletem que já são muito diferentes de suas personalidades originais do Ultimate Despair, escolhendo ficar para trás na ilha para cuidar de seus amigos em coma que foram "mortos" na simulação. Mesmo que a chance seja extremamente pequena, Makoto está confiante de que os alunos encontrarão uma maneira de reviver seus amigos.

## Desenvolvimento

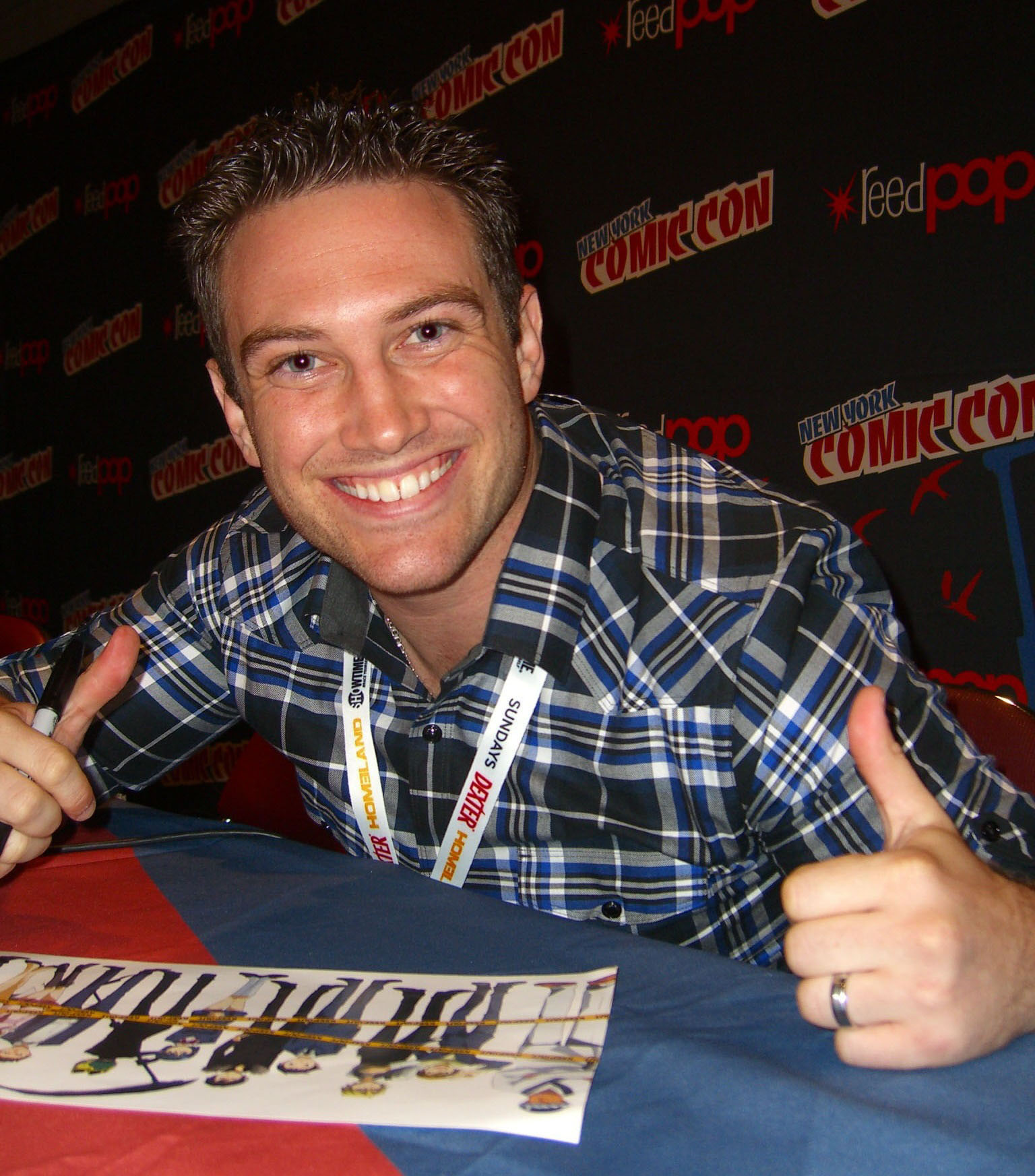
Bryce Papenbrook, dublador do personagem Nagito Komaeda, na Comic Con de Nova York em 2012

Após a criação do primeiro jogo Danganronpa, não havia planos para uma sequência. No entanto, a equipe se dividiu em grupos diferentes para fazer outros projetos. Inicialmente relutivo, Kodaka sentiu-se atraído pela ideia de criar os romances Danganronpa Zero. Após consultar Terasawa, Kodaka decidiu escrever o romance. Enquanto escrevia Zero , Terasawa abordou Kodaka com a ideia de uma sequência em alguns meses. Kodaka estava ocupado com o romance enquanto pretendia concluí-lo, então a sequência foi escrita assim que ele terminasse Zero . No final, Kodaka escreveu Zero e Goodbye Despair ao mesmo tempo. Em retrospectiva, Kodaka considera os romances como necessitando de um trabalho mais estruturante ao compará-los com o jogo. Ele escreveu elementos que duvidava desde o primeiro jogo no romance, bem como mais dicas sobre Goodbye Despair . Como resultado, Kodaka recomenda aos jogadores que leiam Zero antes de jogar a sequência.
Super Danganronpa 2 foi originalmente lançado para o PlayStation Portable no Japão em 26 de julho de 2012. Uma edição limitada estava disponível, que incluía uma bolsa Monokuma PSP, um livreto de arte, uma trilha sonora e um CD de comentário em áudio, chaveiros e emblemas e um código de download para um tema personalizado. Uma compilação do jogo e de seu predecessor, Danganronpa: Trigger Happy Havoc , intitulada Danganronpa 1 ・ 2 Reload , foi lançada no Japão para o PlayStation Vita em 10 de outubro de 2013, apresentando novos controles de toque e gráficos de alta resolução. Depois de lançar o remake da Vita do primeiro jogo na América do Norte e Europa em fevereiro de 2014, NIS Americaanunciou que lançaria a sequência nos territórios ocidentais em setembro de 2014, sob o nome de Danganronpa 2: Goodbye Despair . Assim como uma edição padrão, uma edição limitada será lançada através da loja online da NIS America, incluindo um livro de arte, CD de trilha sonora, adesivos, medalhas Monokuma e um par de óculos de sol. Danganronpa 1 ・ 2 Reload também foi lançado na América do Norte e Europa para PlayStation 4 em março de 2017.  portas Android e iOS foram lançadas em 20 de agosto de 2020, sob o nome de Danganronpa 2: Goodbye Despair Anniversary Edition.

## Recepção
Danganronpa 2: Goodbye Despair estreou melhor que seu antecessor e recebeu críticas "geralmente favoráveis", vendendo um total de 69.000 cópias durante sua primeira semana à venda no Japão e foi o quinto jogo mais vendido da semana.  A Famitsu deu ao jogo uma pontuação de 37/40, com base em quatro pontuações de 10, 9, 9 e 9, e foi eleito o melhor jogo de 2012 por seus leitores, com uma pontuação média de 9,79 em 10.
Após seu lançamento na América do Norte, o jogo foi recebido com elogios. O especialista em jogos japonês Hardcore Gamer deu ao jogo 4,5 / 5, e Push Square deu ao jogo 8/10. Cubed3 deu um 9/10, destacando um "enredo excepcional" que "é tão uma montanha-russa emocional quanto o primeiro jogo", passando a dizer: "Juntamente com Danganronpa: Trigger Happy Havoc, esta é uma série que não é aficionada por novelas visuais pode prescindir."

## Outras mídias e aparições
Várias publicações de mangá baseadas no jogo foram lançadas. Uma adaptação direta começou a serialização na revista Enterbrain 's Famitsu Comic Clear de 10 de dezembro de 2012. Três outros mangás derivados , Dangan Island - Kokoro Tokonatsu Kokoronpa ♪ , Chō-Kōkō-Kyū no Kōun para Kibō para Zetsubō e Nanami Chiaki no Sayonara Zetsubō Daibōken , foi publicado pela Mag Garden em outubro de 2013. Outro spin-off, Nangoku Zetsubo Carnival! , foi serializado na revista GA Bunko de abril de 2013. O jogo também recebeu 4Koma Kings e Comic Anthology compilações de vários artistas. Dark Horse Comics lançou o mangá Chō-Kōkō-Kyū no Kōun to Kibō to Zetsubō na América do Norte sob o título Danganronpa 2: Última Sorte e Esperança e Desespero em 15 de setembro de 2018.
Monomi aparece no final do episódio final do primeiro jogo que foi adaptado como anime para a TV, Danganronpa: The Animation . Uma adaptação de anime de Danganronpa 2: Goodbye Despair foi inicialmente planejada, mas os produtores preferiram fazer uma série de anime original, Danganronpa 3: The End of Hope's Peak High School , que foi ao ar entre julho e setembro de 2016. A  segunda parte, Despair Arc , concentra-se nos personagens de Goodbye Despair antes dos eventos do primeiro jogo. Uma animação em vídeo original , intitulada Super Danganronpa 2.5: Komaeda Nagito para Sekai no Hakaisha (ス ー パ ー ダ ン ガ ン ロ ン パ 2.5 狛 枝 凪 斗 と と 世界 の 破 壊 者, Super Danganronpa 2.5: Nagito Komaeda e o jogo Destroyer of Worlds 3 ) , foi lançado com o jogo japonês V3 : Killing Harmony em 12 de janeiro de 2017. 